# Фармінгтон-Гіллс
Фармінгтон-Гіллс (англ. Farmington Hills) — місто (англ. city) в США, в окрузі Окленд штату Мічиган. Населення — 83 986 осіб (2020).

## Географія
Фармінгтон-Гіллс розташований за координатами 42°29′8″ пн. ш. 83°22′33″ зх. д. / 42.48556° пн. ш. 83.37583° зх. д. (42.485648, -83.375961).  За даними Бюро перепису населення США в 2010 році місто мало площу 86,27 км², з яких 86,19 км² — суходіл та 0,07 км² — водойми.

## Демографія
Згідно з переписом 2010 року, у місті мешкало 79 740 осіб у 33 559 домогосподарствах у складі 21 412 родин. Густота населення становила 924 особи/км².  Було 36178 помешкань (419/км²).
Расовий склад населення:
| - 69,7 % — білих - 17,4 % — чорних або афроамериканців - 10,1 % — азіатів - 0,2 % — корінних американців |

До двох чи більше рас належало 2,2 %. Частка іспаномовних становила 1,9 % від усіх жителів.
За віковим діапазоном населення розподілялося таким чином: 21,5 % — особи молодші 18 років, 62,6 % — особи у віці 18—64 років, 15,9 % — особи у віці 65 років та старші. Медіана віку мешканця становила 42,1 року. На 100 осіб жіночої статі у місті припадало 89,1 чоловіків;  на 100 жінок у віці від 18 років та старших — 85,8 чоловіків також старших 18 років.
Середній дохід на одне домашнє господарство  становив 95 287 доларів США (медіана — 71 609), а середній дохід на одну сім'ю — 116 633 долари (медіана — 94 712). Медіана доходів становила 75 700 доларів для чоловіків та 50 243 долари для жінок. За межею бідності перебувало 8,0 % осіб, у тому числі 10,3 % дітей у віці до 18 років та 6,6 % осіб у віці 65 років та старших.
Цивільне працевлаштоване населення становило 41 037 осіб. Основні галузі зайнятості: освіта, охорона здоров'я та соціальна допомога — 24,4 %, виробництво — 16,0 %, науковці, спеціалісти, менеджери — 15,5 %.